# Enciklopedisti
Enciklopedistima nazivamo grupu naprednih mislilaca, francuskih prosvetitelja 18. stoljeća,  koji su radili na Encyclopédie ou Dictionaire raisonné des sciences, des arts et des métiers što su je u Francuskoj u periodu od 1751. – 1780. izdavali Denis Diderot i Jean le Rond d'Alembert.